# Kirat Chuli
Kirat Chuli (även Tent Peak) är en bergstopp i Indien, på gränsen till Nepal. Den ligger i den nordöstra delen av landet. Toppen på Kirat Chuli är 7 362 meter över havet, eller 1 296 meter över den omgivande terrängen.
Den högsta punkten i närheten är Kangchenjunga, 8 586 meter över havet, 10,5 km sydväst om Kirat Chuli. Trakten runt Kirat Chuli är permanent täckt av is och snö.